# Eublemma albidior
Eublemma albidior là một loài bướm đêm trong họ Erebidae.